# Sainte-Eulalie-en-Born
Sainte-Eulalie-en-Born is een gemeente in het Franse departement Landes (regio Nouvelle-Aquitaine). De plaats maakt deel uit van het arrondissement Mont-de-Marsan. Sainte-Eulalie-en-Born telde op 1 januari 2022 1.457 inwoners.

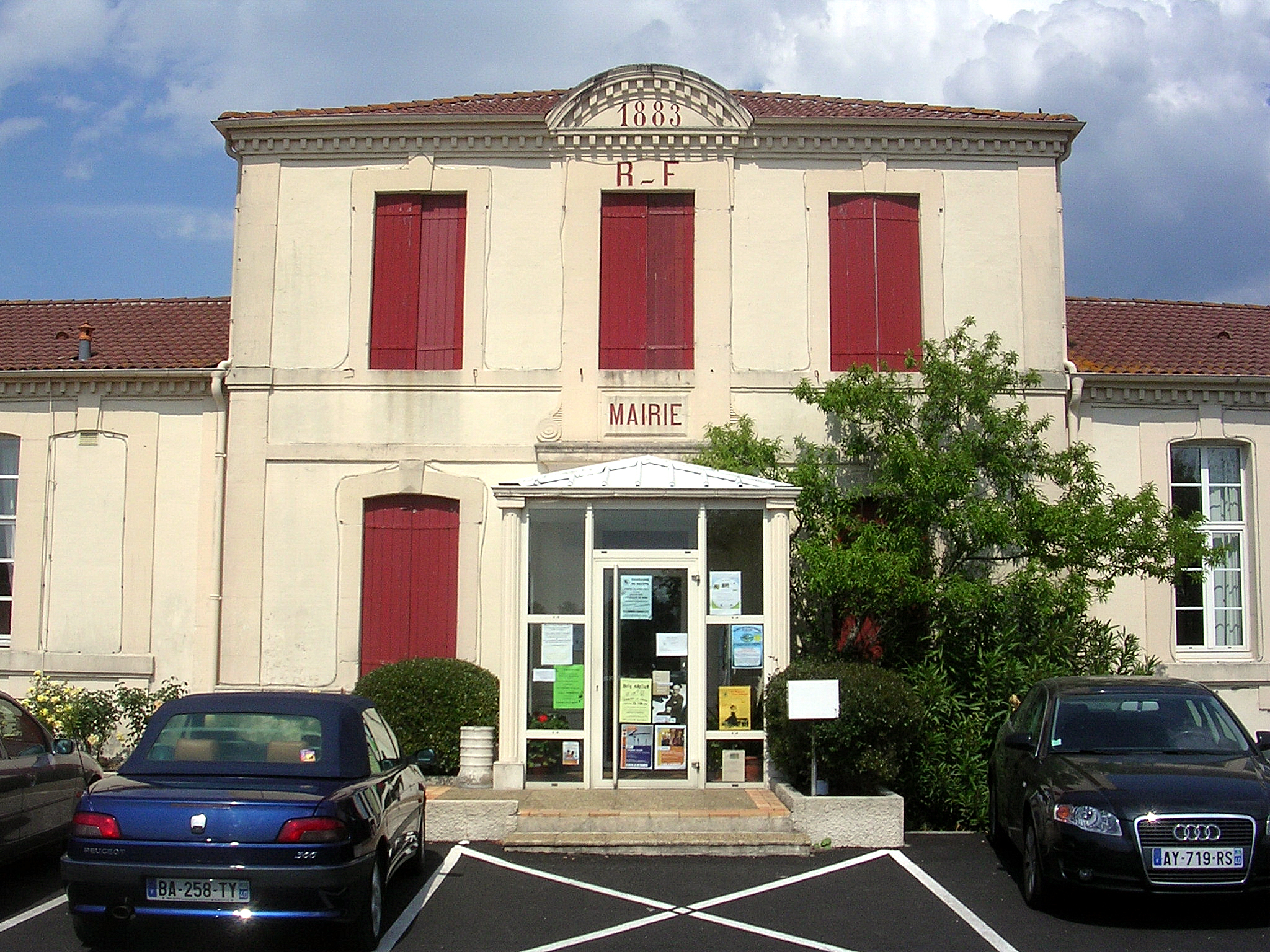
Gemeentehuis
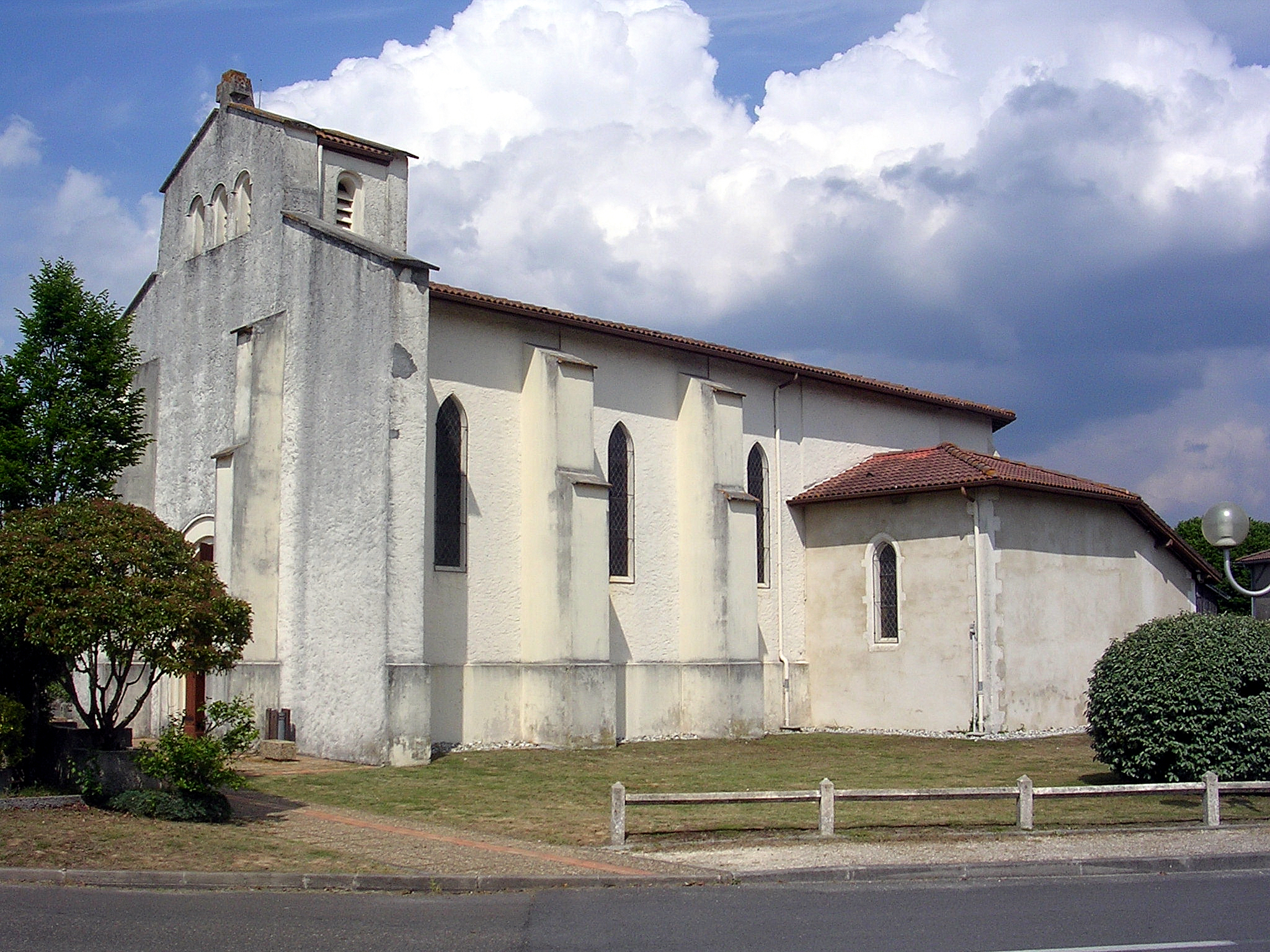
Kerk van Sainte-Eulalie-en-Born

## Geografie
De oppervlakte van Sainte-Eulalie-en-Born bedroeg op 1 januari 2022 70,83 vierkante kilometer; de bevolkingsdichtheid was toen 20,6 inwoners per km².

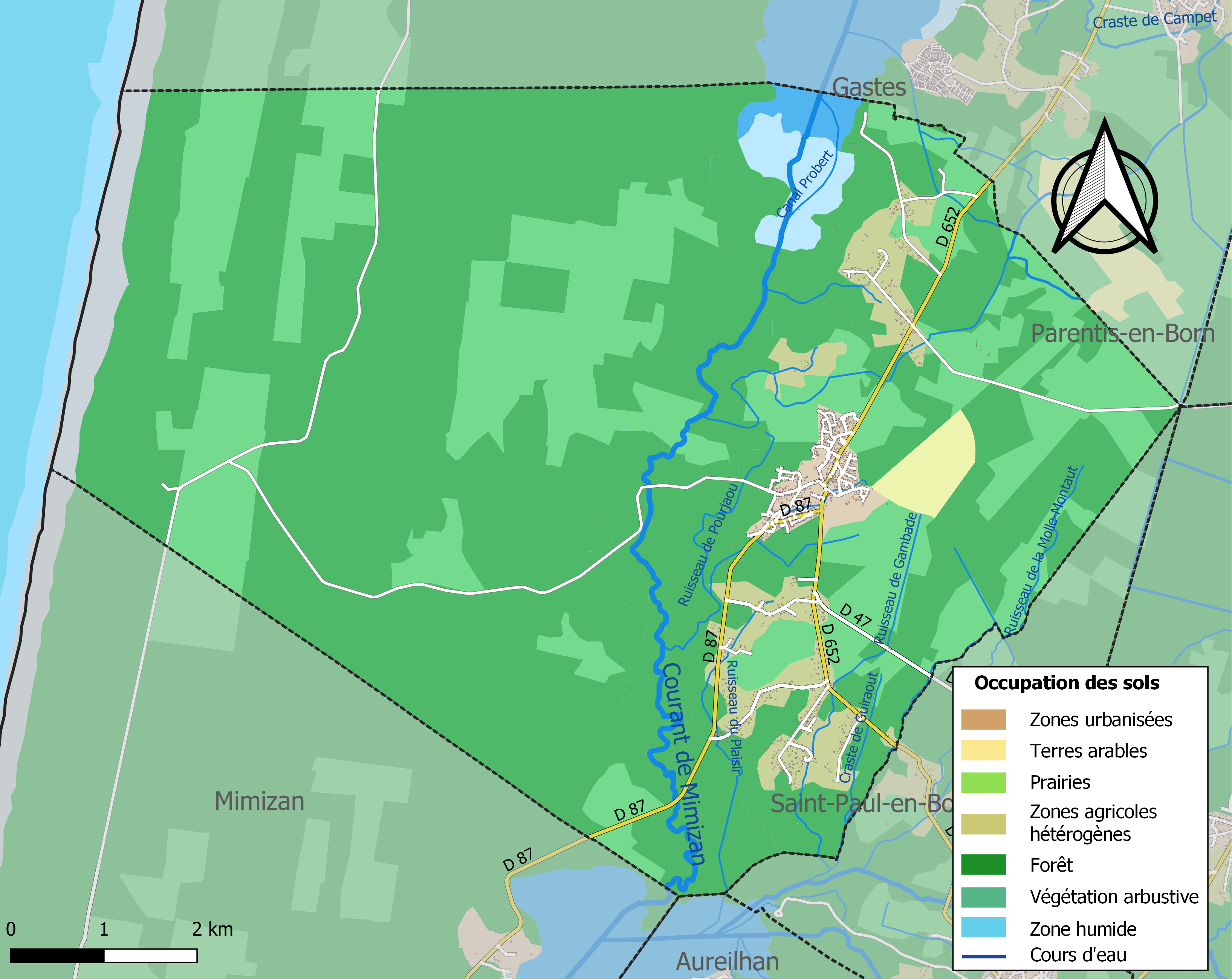
Kaart van de gemeente met de belangrijkste infrastructuur, bodemgebruik en omliggende gemeenten

## Demografie
Onderstaande figuur toont het verloop van het inwonertal (bron: INSEE-tellingen).